# La Braderie (Watteau)
La Braderie est une huile sur toile peinte entre 1799 et 1800 par François Watteau, exposée au musée de l'Hospice Comtesse à Lille. Le tableau représente la braderie de Lille, manifestation populaire qui se déroule chaque année dans la ville, et dont les origines remontent au XIIe siècle.

## Contexte
François Watteau, fils de Louis Joseph Watteau, petit-neveu d'Antoine Watteau a été formé par son père à Lille, puis à Paris auprès de Louis Jean-Jacques Durameau et à l'Académie royale de peinture ; il s'installe à Lille à partir de 1782 et, comme son père, peint des scènes de la vie lilloise.

## Analyse
Cette peinture donne une indication assez juste sur le fonctionnement de la ville et le déroulement de la braderie à l’époque. Les charrettes chargées du nettoyage des rues sont par exemple présentes, témoignage des premières politiques sanitaires qui apparaissent à la fin du XVIIIe siècle. On y voit également le théâtre bâti quelques années avant la réalisation de la toile sous la direction de Michel Lequeux, détruit en 1903. Cette œuvre présente donc la façon dont se déroule la braderie à l’époque avec ses étals à même le sol, les soldats à cheval s’assurant du bon déroulement de l’événement. Globalement ce tableau transmet l’ambiance d’une époque.